# Distrikt Évora
Der Distrikt Évora, Distrito do Évora, ist ein Distrikt in Portugal, der zu der traditionellen Provinz Alto Alentejo gehörte. Der Distrikt grenzt im Norden an den Distrikt Santarém und den Distrikt Portalegre, im Osten an Spanien, im Süden an den Distrikt Beja und im Westen an den Distrikt Setúbal. Fläche: 7393 km². Einwohner (2001): 173.408. Hauptstadt des Distrikts ist Évora. Kfz-Kennzeichen für Anhänger: E. 
Der Distrikt teilt sich in 14 Kreise (Municípios):
| Kreis                 | Anzahl Gemeinden | Einwohner (2021) | Fläche km² | Dichte Einw./km² | LAU- Code | Region   | Unterregion      |
| --------------------- | ---------------- | ---------------- | ---------- | ---------------- | --------- | -------- | ---------------- |
| Alandroal             | 4                | 5.014            | 542,68     | 9                | 0701      | Alentejo | Alentejo Central |
| Arraiolos             | 5                | 6.606            | 683,76     | 10               | 0702      | Alentejo | Alentejo Central |
| Borba                 | 4                | 6.428            | 145,18     | 44               | 0703      | Alentejo | Alentejo Central |
| Estremoz              | 9                | 12.680           | 513,81     | 25               | 0704      | Alentejo | Alentejo Central |
| Évora                 | 12               | 53.577           | 1.307,06   | 41               | 0705      | Alentejo | Alentejo Central |
| Montemor-o-Novo       | 7                | 15.799           | 1.232,96   | 13               | 0706      | Alentejo | Alentejo Central |
| Mora                  | 4                | 4.135            | 443,96     | 9                | 0707      | Alentejo | Alentejo Central |
| Mourão                | 3                | 2.351            | 278,63     | 8                | 0708      | Alentejo | Alentejo Central |
| Portel                | 6                | 5.747            | 601,00     | 10               | 0709      | Alentejo | Alentejo Central |
| Redondo               | 2                | 6.286            | 369,51     | 17               | 0710      | Alentejo | Alentejo Central |
| Reguengos de Monsaraz | 4                | 9.871            | 463,99     | 21               | 0711      | Alentejo | Alentejo Central |
| Vendas Novas          | 2                | 11.245           | 222,39     | 51               | 0712      | Alentejo | Alentejo Central |
| Viana do Alentejo     | 3                | 5.318            | 393,67     | 14               | 0713      | Alentejo | Alentejo Central |
| Vila Viçosa           | 4                | 7.387            | 194,86     | 38               | 0714      | Alentejo | Alentejo Central |
| Distrikt Évora        | 69               | 152.444          | 7.393,46   | 21               | 07        | –        | –                |

Gemäß der aktuellen Hauptaufteilung des Landes ist der Distrikt Bestandteil der Region Alentejo und nahezu identisch mit der Subregion Alentejo Central, die durch den Kreis (concelho) Sousel aus dem Distrikt Portalegre vervollständigt wird, während Mora, der Subregion Alto Alentejo zugeordnet ist.